# Stenocercus latebrosus
Stenocercus latebrosus là một loài thằn lằn trong họ Tropiduridae. Loài này được Cadle miêu tả khoa học đầu tiên năm 1998.